# Bijawar
Bijawar là một thị xã và là một nagar panchayat của quận Chhatarpur thuộc bang Madhya Pradesh, Ấn Độ.

## Địa lý
Bijawar có vị trí 24°38′B 79°30′Đ / 24,63°B 79,5°Đ Nó có độ cao trung bình là 398 mét (1305 foot).

## Nhân khẩu
Theo điều tra dân số năm 2001 của Ấn Độ, Bijawar có dân số 18.412 người. Phái nam chiếm 53% tổng số dân và phái nữ chiếm 47%. Bijawar có tỷ lệ 59% biết đọc biết viết, thấp hơn tỷ lệ trung bình toàn quốc là 59,5%: tỷ lệ cho phái nam là 66%, và tỷ lệ cho phái nữ là 50%. Tại Bijawar, 16% dân số nhỏ hơn 6 tuổi.